# Kozłów (Bolesławiec)
Pour les articles homonymes, voir Kozłów.
Kozłów est une localité polonaise de la gmina et du powiat de Bolesławiec en voïvodie de Basse-Silésie.